# Elin Skrzipczyk

Elin Skrzipczyk

Elin Skrzipczyk (* 1. Januar 1994) ist eine deutsche Popsängerin.

## Leben
2004 nahm sie am Kiddy Contest, einem Kinder-Gesangswettbewerb der Fernsehsender ORF und Super RTL, teil und erreichte dort den dritten Platz. Im Juni 2006 sang sie im Marschwegstadion in Oldenburg bei der Mini-Fußball-WM die deutsche Nationalhymne. Skrzipczyk trat auf der YOU-Messe 2007 in Berlin auf und war einer der Hauptacts beim Jetix Award. In der ersten Staffel der Songwriter-Talentshow Dein Song auf KI.KA ab Oktober 2008 bildete Skrzipczyk mit Joja Wendt, Nadja Benaissa von den No Angels und Gunther Mende die Jury.
Skrzipczyk wohnt in Oldenburg.

## Diskografie

### Alben
- 2007: Girl Talk

### Singles
- 2007: Better With You